# 55 (число)
Вижте пояснителната страница за други значения на 55.
55 (петдесет и пет) е естествено, цяло число, следващо 54 и предхождащо 56.
Петдесет и пет с арабски цифри се записва „55“, а с римски цифри – „LV“. Числото 55 е съставено от една цифра от позиционните бройни системи, записана два пъти – 5 (пет).

## Общи сведения
- 55 е нечетно число.
- 55 е атомният номер на елемента цезий.
- 55-ият ден от годината е 24 февруари.
- 55 е година от Новата ера.